# Walter Schloss
Walter Jerome Schloss (* 28. August 1916 in New York City; † 19. Februar 2012 ebenda) war ein US-amerikanischer Value-Investor und Fondsmanager. Er ist eine jener Personen, die im Essay The Superinvestors of Graham-and-Doddsville von Warren Buffett Erwähnung finden.
Schloss wurde 1916 als Sohn einer jüdischen Kaufmannsfamilie geboren und wuchs im New Yorker Stadtteil Manhattan auf. Nachdem die zunächst wohlhabende Familie unter anderem durch den Börsenkrach von 1929 ihr Vermögen verloren hatte, begann Schloss 1935 zunächst ohne Berufsausbildung als Laufbursche für eine New Yorker Investmentfirma zu arbeiten. Aus Interesse an deren Geschäftsgebaren bewarb er sich dort als Analyst, wurde jedoch abgelehnt; einer der Angestellten verwies ihn daraufhin auf das damals neu erschienene Buch Security Analysis sowie dessen Autor Benjamin Graham.
Nach dem Armeedienst im Zweiten Weltkrieg erhielt er 1946 eine Stelle bei Grahams Investmentfirma Graham-Newman & Co., wo er Warren Buffett kennenlernte, mit dem er sich zeitweilig ein Büro teilte. Kurz vor dem Ende von Graham-Newman machte sich Schloss 1955 mit einem Investmentfonds in Gestalt einer Kommanditgesellschaft selbstständig. Dessen Gewinnentwicklung ließ den US-Leitindex S&P 500 bis zur Liquidation des Fonds im Jahre 2002 über Jahrzehnte hinweg deutlich hinter sich. Trotz dieses Erfolges blieb Schloss an der Wall Street lange Zeit nahezu unbekannt.
Schloss’ Investmentstrategie orientierte sich sehr stark an den ursprünglichen Methoden von Benjamin Graham und blieb weit weniger von anderen Autoren und Investoren beeinflusst, wie es etwa bei Warren Buffett der Fall ist. Schloss hatte weniger die Zukunftsperspektiven eines Unternehmens im Blick als vielmehr dessen Substanz. Auch die von Philip Fisher oder Charles Munger geforderte Fokussierung auf wenige und dafür umso größere Beteiligungen betrieb Schloss nicht. Er begründete dies mit seiner mangelnden Fähigkeit, Manager und Geschäftsmodelle ausreichend beurteilen zu können. Dennoch musste er seine Strategie im Laufe der Zeit ein wenig an die veränderten Rahmenbedingungen anpassen.
Walter Schloss verband zeitlebens eine enge Freundschaft mit Warren Buffett. Zu beider Gemeinsamkeiten gehörte auch strikte Sparsamkeit. Schloss betrieb seinen Fonds anfänglich von einer zur Hälfte angemieteten Rumpelkammer aus als Untermieter der Broker- und Investmentfirma Tweedy, Browne (sic!). Sein Sohn Edwin, der 1973 in das Unternehmen eintrat, blieb neben Walter der einzige Angestellte des Unternehmens.
Walter Schloss war zweimal verheiratet. Aus seiner ersten Ehe gingen zwei Kinder hervor, sein Sohn Edwin sowie eine Tochter. Nach dem Tod seiner ersten Frau im Jahr 2000 heiratete er 2001 nochmals und überlebte auch seine zweite Frau. Schloss starb am 19. Februar 2012 im Alter von 95 Jahren in seiner Wohnung im New Yorker Stadtteil Manhattan an Leukämie.